# Hindlip Hall
Hindlip Hall (alternativ stavning Hendlip; tidigare även kallad Hindlip House) är ett stately home som ligger i Worcestershire, Midlands i England. Det byggdes ursprungligen innan 1575 för att ersätta en herrgård som låg på denna plats tidigare. John Habington (tillsammans med sin fru Catherine och deras tre barn Edward, Thomas och Dorothy) flyttade in i Hindlip Hall efter det hade byggts. När John Habington avlidit 1582 gick Edward och Thomas med i Babingtonsammansvärjningen, för vilken Edward halshöggs; Thomas undvek avrättning på grund av sin låga ålder. Thomas flyttade sedan in i Hindlip Hall tillsammans med sin fru Mary. Där lät de bygga flera prästgömmor för katolska präster, där några av dessa gömmor byggdes av Nicholas Owen.
Flera av de jesuiter som var indirekt inblandade i krutkonspirationen år 1605 använde sig av Hindlip Hall som ett gömställe; till exempel var Edward Oldcorne där när konspirationen upptäcktes den 5 november av myndigheterna och Oswald Tesimond ska även ha besökt Hindlip Hall kort därefter. Oldcorne fick sällskap av Owen och Henry Garnet i december 1605. Fastigheten genomsöktes den 20 januari 1606, men ingen återfanns. Dock arresterades Garnet och Oldcorne den 27 januari efter att ha gömt sig under åtta dagar i en av elva prästgömmor som upptäcktes. Thomas arresterades även han, men undvek avrättning ännu en gång. Han tillbringade resten av sitt liv med att skriva. Thomas hade en son, William, som i sin tur hade en son, Thomas, som dog utan att ha en arvinge. Hindlip Hall togs därefter över av Sir William Compton.
Hindlip Hall förstördes av en brand 1820, men byggdes upp igen med ett nytt utseende. Sedan 1967 ägs fastigheten av polisen i West Mercia som använder den som sitt huvudkvarter.